# (26634) Balasubramanian
(26634) Balasubramanian est un astéroïde de la ceinture principale d'astéroïdes.

## Description
(26634) Balasubramanian est un astéroïde de la ceinture principale d'astéroïdes. Il fut découvert le 29 avril 2000 à Socorro (Nouveau-Mexique) par le projet LINEAR. Il présente une orbite caractérisée par un demi-grand axe de 3,06 UA, une excentricité de 0,17 et une inclinaison de 0,5° par rapport à l'écliptique.

## Compléments